# Lilium xanthellum
Lilium xanthellum är en liljeväxtart som beskrevs av Fa Tsuan Wang och Tang. Lilium xanthellum ingår i släktet liljor, och familjen liljeväxter.

## Underarter
Arten delas in i följande underarter:
- L. x. luteum
- L. x. xanthellum

## Bildgalleri

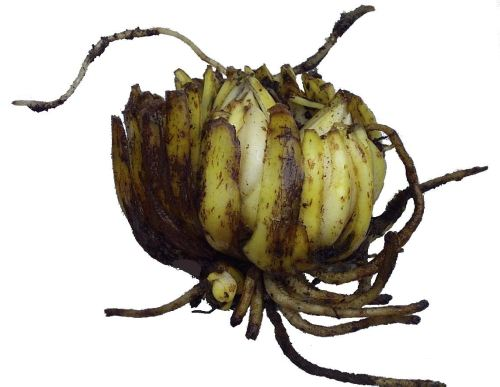